# Чаплыженская волость
Чаплыженская волость — волость в составе Бронницкого уезда Московской губернии. Существовала до 1929 года. Центром волости было село Чаплыгино (в 1924—1926 годах — село Никитское).
По данным 1919 года в Чаплыженской волости было 22 сельсовета: Аргуновский, Булгаковский, Гостиловский, Грецкий, Лысцевский, Майковский, Максимовский, Мишковский, Муромцевский, Никитинский, Ново-Марьинский, Ново-Троицкий, Перебатинский, Петровский, Свистягинский, Степановский, Степанщинский, Троице-Зотовский, Фединский, Фоминский, Чаплыженский, Юсуповский, Яншинский.
В 1923 году Булгаковский с/с был присоединён к Лысцевскому; Грецкий, Максимовский и Чаплыженский — к Степанщинскому, Майковский — к Степановскому, Мишковский — к Свистягинскому, Ново-Троицкий — к Никитинскому, Ново-Марьинский и Юсуповский — к Аргуновскому. Были упразднены Гостиловский, Муромцевский, Петровский, Перебатинский, Троице-Зотовский, Фединский, Фоминский и Яншинский с/с. Ближе к концу года были восстановлены Троице-Зотовский и Фоминский с/с.
В ходе реформы административно-территориального деления СССР в 1929 году Чаплыженская волость была упразднена.